# Actinote perisa
Actinote perisa är en fjärilsart som beskrevs av Jordan 1913. Actinote perisa ingår i släktet Actinote och familjen praktfjärilar. Inga underarter finns listade i Catalogue of Life.